# Chastin West
Chastin Jareaux West (Inglewood, 1º maggio 1987) è un ex giocatore di football americano statunitense che gioca nel ruolo di wide receiver per i Jacksonville Jaguars della National Football League (NFL). Fu firmato dai Green Bay Packes dopo non essere stato scelto nel Draft NFL 2010. Al college ha giocato a football a Fresno State.

## Carriera professionistica

### Green Bay Packers
Dopo non essere stato selezionato nel Draft 2010, West firmò coi Green Bay Packers, con cui trascorse la stagione 2010 e l'inizio della 2011 nella squadra di allenamento.

### Jacksonville Jaguars
I Jaguars firmarono West il 4 settembre 2011. Con essi, il giocatore debuttò sui campi di gioco professionistici, totalizzando 140 yard e un touchdown ricevuto nella stagione 2011.

## Vittorie e premi
- Super Bowl : 1

Green Bay Packers: Super Bowl XLV
- National Football Conference Championship: 1

Green Bay Packers: 2010

## Statistiche
| Yard su ricezione      | 140 |
| Touchdown su ricezione | 1   |